# ガトー微分
数学におけるガトー微分（ガトーびぶん、英: Gâteaux differential,  Gâteaux derivative）は、第一次世界大戦において夭折したフランス人数学者ルネ・ガトーに名を因む、微分学における方向微分の概念の一般化で、バナハ空間などの局所凸位相線型空間の間の函数に対して定義される。バナハ空間上のフレシェ微分同様に、ガトー微分は変分法や物理学で広く用いられる汎函数微分の定式化にしばしば用いられる。
他の微分法と異なり、ガトー微分は必ずしも線型でないが、ガトー微分の定義にそれが連続線型変換となることも仮定することがよくある。文献によっては、例えば Tikhomirov (2001) は（非線型かもしれない）ガトー微分係数 (Gâteaux differential) と（必ず線型である）ガトー導函数 (Gâteaux derivative) をはっきりと区別する。応用に際して、連続線型性がそれぞれの状況において自然に課されるもっと原始的な条件、例えば無限次元正則函数論における複素可微分性や非線型解析学における連続的可微分性など、から従うということも多い。

## 厳密な定義
X と Y は局所凸位相線型空間とし、U ⊂ X は開集合、 F: X → Y とするとき、F の u ∈ U における ψ ∈ X 方向へのガトー微分係数 dF(u; ψ) は
{\displaystyle (1)\quad dF(u;\psi )=\lim _{\tau \to 0}{\frac {F(u+\tau \psi )-F(u)}{\tau }}=\left.{\frac {d}{d\tau }}F(u+\tau \psi )\right|_{\tau =0}}
として右辺の極限が存在する限りにおいて定める。この極限が任意の ψ ∈ X に対して存在するとき、F は u においてガトー微分可能 (Gâteaux differentiable) であると言う。
定義式 (1)に現れる極限の取り方は Y の位相と関係する。X および Y がともに実位相線型空間ならば、極限は実数 τ に関して取る。一方、X および Y が複素位相線型空間ならば上記は複素可微分性の定義におけると同様に複素数平面において τ → 0 とする極限を考えるのが普通である。また強収斂極限の代わりに弱収斂極限を取ることもあり、その場合弱ガトー微分の概念が導かれる。

## 線型性と連続性
各点 u ∈ U においてガトー微分は、函数
{\displaystyle dF(u;\bullet )\colon X\to Y;\;\psi \mapsto dF(u;\psi )}
を定める。この函数は任意のスカラー α に対して
{\displaystyle dF(u;\alpha \psi )=\alpha dF(u;\psi )}
を満たすという意味で斉一次だが、必ずしも加法的でなく、従ってガトー微分係数は線型でないことが起こり得る（この点ではフレシェ微分と異なる）。また、線型となる場合であっても、X と Y が無限次元の場合には ψ に関して連続とならないことが生じ得る。さらに言えば、線型かつ連続となるようなガトー微分係数に対して、その連続的微分可能性の定式化には互いに同値でないいくつかの方法が存在する。
例えば、二変数の実数値函数 F を
{\displaystyle F(x,y)={\begin{cases}{\dfrac {x^{3}}{x^{2}+y^{2}}}&{\mbox{ if }}(x,y)\neq (0,0)\\0&{\text{ if }}(x,y)=(0,0)\end{cases}}}
で定めると、これは (0, 0) においてガトー微分可能で、その微分係数は
{\displaystyle dF(0,0;a,b)={\begin{cases}{\dfrac {a^{3}}{a^{2}+b^{2}}}&(a,b)\neq (0,0)\\0&(a,b)=(0,0)\end{cases}}}
となり、しかしこれは引数 (a, b) に関して連続だが線型でない。無限次元の場合、X 上の任意の不連続線型汎函数がガトー微分可能となるが、その 0 におけるガトー微分係数は線型であり、かつ連続でない。
フレシェ微分との関係
F がフレシェ微分可能ならば、F はまたガトー微分可能であり、そのフレシェ導函数とガトー導函数とは一致する。逆が明らかに真でないことは、ガトー導函数が線型や連続でないことがあることから分かるが、実はガトー導函数が線型かつ連続である場合にも、フレシェ導函数が存在しないことがあり得る。
にも拘らず、複素バナハ空間 X から別のバナハ空間 Y への函数 F に対して、ガトー導函数は（ただし、定義における極限は複素変数 τ に関して取るものとすると）、自動的に線型になる（Zorn (1945) の定理）。さらに F が各点 u ∈ U において（複素）ガトー微分可能で、その導函数を DF(u): ψ ↦ dF(u; ψ) とすると、F は U 上でフレシェ微分可能であり、そのフレシェ導函数は DF になる (Zorn 1946)。このことは、古典的な複素解析において開集合上複素可微分な任意の函数が解析的となるという結果の類似対応物であり、無限次元正則函数論の基本的な結果の一つである。
連続的微分可能性
連続的ガトー微分可能性は大きく二つの方法で定義することができる。以下、函数 F: U → Y は開集合 U の各点でガトー微分可能と仮定する。U における連続的微分可能性の概念の一つは、直積空間上の写像 dF: U × X → Y が連続であることを課すものである。この場合線型性を仮定する必要はなく、X と Y がともにフレシェ空間ならば dF(u; •) は任意の u に関して自動的に有界かつ線型である (Hamilton 1982)。
より強い意味での連続的微分可能性は u ↦ DF(u) が U から、X から Y への連続線型写像全体の成す空間 L(x, y) への写像として連続であることを課すものである。即ち、DF: U → L(X,Y); u ↦ DF(u) の連続性を言う。ここで、DF(u) 自体が連続であることは既に前提としていることに注意。
技術的な便宜上、X, Y がバナハ空間であるときは、後者の意味での連続的微分可能性を考えるのが典型的（だがいつも (universal) というわけではない）である。これは L(X, Y) もまたバナハであり、従って函数解析学における標準的な結果をそこで用いることができるという理由による。前者のほうは、非線型解析ではより一般的に用いられる定義であり、この分野では函数空間は必ずしもバナハでない。例えば、フレシェ空間における微分法は、しばしば可微分多様体上の滑らかな函数からなる意味のある函数空間において、ナッシュ-モーザーの逆写像定理などで応用される。

## 高階導函数
高階のフレシェ導函数が、同型 Ln(X, Y) = L(X, Ln−1(X, Y)) の反復適用によって、多重線型写像として自然に定義されるのに反して、高階ガトー導函数はこの方法で定義することはできない。その代わり、X の開集合 U 上の函数 F: U → Y の h-方向への n-階ガトー導函数は
(2) {\displaystyle d^{n}F(u;h)=\left.{\frac {d^{n}}{d\tau ^{n}}}F(u+\tau h)\right|_{\tau =0}}
で定義される。つまりこれは、多重線型写像ではなくて、h に関する n-次の斉次函数になる。
あるいはまた、少なくとも F がスカラー値函数である特別の場合には、高階導函数の別な候補として、F の二次変分としての函数
(3) {\displaystyle D^{2}F(u)\{h,k\}=\lim _{\tau \to 0}{\frac {DF(u+\tau k)h-DF(u)h}{\tau }}=\left.{\frac {\partial ^{2}}{\partial \tau \partial \sigma }}F(u+\sigma h+\tau k)\right|_{\tau =\sigma =0}}
が、変分法において自然に生じてくるが、しかしこの方法だと h および k のそれぞれに関して斉次になることを除けば、まともな性質が全く保証されない。D2F(u){h, k} が h と k に関する対称双線型写像となること、およびその対称双線型写像が dnF の極化形式と一致すること、を保証する十分条件を持つことが望ましい。
例えば、以下のような十分条件が挙げられる (Hamilton 1982)。F は写像 DF: U × X → Y が積位相に関して連続であるという意味で C1-級であるとし、さらに定義式 (3) の定める二次変分が D2F: U × X × X → Y が連続となるという意味で連続と仮定する。このとき D2F(u){h, k} は h, k に関して双線型かつ対称である。双線型性のおかげで、極化恒等式
{\displaystyle D^{2}F(u)\{h,k\}={\frac {1}{2}}d^{2}F(u;h+k)-d^{2}F(u;h)-d^{2}F(u;k)}
が満たされ、二次変分 D2F(u) が二次微分係数 d2F(u; −) に関連付けられる。同様のことが高階導函数に関しても成立する。

## 性質
函数 F が十分に連続的微分可能と仮定すると、F のガトー微分に関して微分積分学の基本定理の一種が成立する。具体的に書けば、
F: X → Y はガトー微分 dF: U × X → Y が連続函数であるという意味で C1-級とすると、任意の u ∈ U および h ∈ X に関して{\displaystyle F(u+h)-F(u)=\int _{0}^{1}dF(u+th;h)\,dt}が成り立つ。ただし、積分はゲルファント-ペティス積分（弱積分）の意味で取る。
これにより、よく知られた微分の性質の多くをガトー微分も満たす（例えば、高階導函数の重線型性や交換性）。基本定理の帰結として他にも、
連鎖律
任意の u ∈ U , x ∈ X に対して {\displaystyle d(G\circ F)(u;x)=dG(F(u);dF(u;x))} が成り立つ。
剰余項を持つテイラーの定理
u ∈ U と u + h を結ぶ線分がまったく U に含まれると仮定する。F が Ck-級ならば{\displaystyle F(u+h)=F(u)+dF(u;h)+{\frac {1}{2!}}d^{2}F(u;h)+\dots +{\frac {1}{(k-1)!}}d^{k-1}F(u;h)+R_{k}} が成り立つ。ただし剰余項は{\displaystyle R_{k}(u;h)={\frac {1}{(k-1)!}}\int _{0}^{1}(1-t)^{k-1}d^{k}F(u+th;h)\,dt}で与えられる。
などが成立する。

## 例
空間 X はユークリッド空間 RN のルベーグ可測集合 Ω 上の自乗可積分函数全体の成すヒルベルト空間とする。F は F' = f なる実変数実数値函数で、u は Ω 上の実数値函数とするとき、汎函数 E: X → R を
{\displaystyle E(u)=\int _{\Omega }F(u(x))dx}
で定めると、これはガトー導函数
{\displaystyle dE(u,\psi )=\langle f(u),\psi \rangle }
を持つ。実際、
{\displaystyle {\begin{aligned}{\frac {E(u+\tau \psi )-E(u)}{\tau }}&={\frac {1}{\tau }}\left(\int _{\Omega }F(u+\tau \psi )dx-\int _{\Omega }F(u)dx\right)\\&={\frac {1}{\tau }}\left(\int _{\Omega }\int _{0}^{1}{\frac {d}{ds}}F(u+s\tau \psi )\,ds\,dx\right)\\&=\int _{\Omega }\int _{0}^{1}f(u+s\tau \psi )\psi \,ds\,dx\end{aligned}}}
となるから、τ → 0 としてガトー導函数は
{\displaystyle dE(u,\psi )=\int _{\Omega }f(u(x))\psi (x)\,dx,}
即ち、内積 ⟨f, ψ⟩ となる。